# 루저스
《루저스》(영어: The Losers)는 2010년 공개된 미국의 액션 코미디 영화이다.

## 출연
- 제프리 딘 모건
- 크리스 에번스
- 조이 살다나
- 이드리스 엘바
- 콜럼버스 쇼트
- 오스카르 하에나다
- 제이슨 패트릭
- 홀트 매캘러니
- 피터 맥디시
- 피터 프랜시스 제임스
- 터니 매콜
- 거너 라이트

## 기타 제작진
- 공동 제작: 크리스토프 피서, 리처드 미리시, 카를 뵈브켄 박사
- 배역: 비너스 카나니, 메리 버뉴
- 미술: 에런 오즈번
- 세트: 모니카 몬세라테
- 의상: 마갈리 구이다시